# Doeringiella bizonata
Doeringiella bizonata is een vliesvleugelig insect uit de familie bijen en hommels (Apidae). De wetenschappelijke naam van de soort is voor het eerst geldig gepubliceerd in 1886 door Eduardo Ladislao Holmberg.